# Šachotín
Šachotín je místní částí obce Šlapanov. Nachází se 2 km na severovýchod v okrese Havlíčkův Brod v Kraji Vysočina.

## Geografie
Obcí protéká Šachotínský potok. V okolí obce se rozkládá 14 rybníků.

## Historie
První zmínka pochází z roku 1381. Původní českou ves Čachotín osídlili díky těžbě stříbrné rudy němečtí horníci a obec přejmenovali na Czachotin a následně Schachersdorf. Patřila Ronovcům, poté pod přibyslavské panství, od roku 1434 spadala do majetku Hynka Ptáčka z Pirkštejna, poté vesnice patřila pod společné panství Polná-Přibyslav.
V letech 1869–1921 spadala obec pod dnes již neexistující vesnici Dolní Věžnice. V letech 1921–1961 byl Šachotín samostatný a spadal pod okres Německý Brod (později Havlíčkův). Od roku 1961 tvoří místní část obce Šlapanov.

## Obyvatelstvo
Před sto lety zde žilo 88 Němců a 12 Čechů ve 14 staveních. V obci se převážně nacházejí rozlehlé selské usedlosti. Podle sčítání 1921 zde žilo v 15 domech 113 obyvatel, z nichž bylo 56 žen. 37 obyvatel se hlásilo k československé národnosti, 76 k německé. Žilo zde 113 římských katolíků.
| Rok            | 1869 | 1880 | 1890 | 1900 | 1910 | 1921 | 1930 | 1950 | 1961 | 1970 | 1980 | 1991 | 2001 |
| -------------- | ---- | ---- | ---- | ---- | ---- | ---- | ---- | ---- | ---- | ---- | ---- | ---- | ---- |
| Počet obyvatel | 102  | 103  | 100  | 108  | 104  | 113  | 109  | 57   | 74   | 80   | 83   | 47   | 45   |

## Galerie

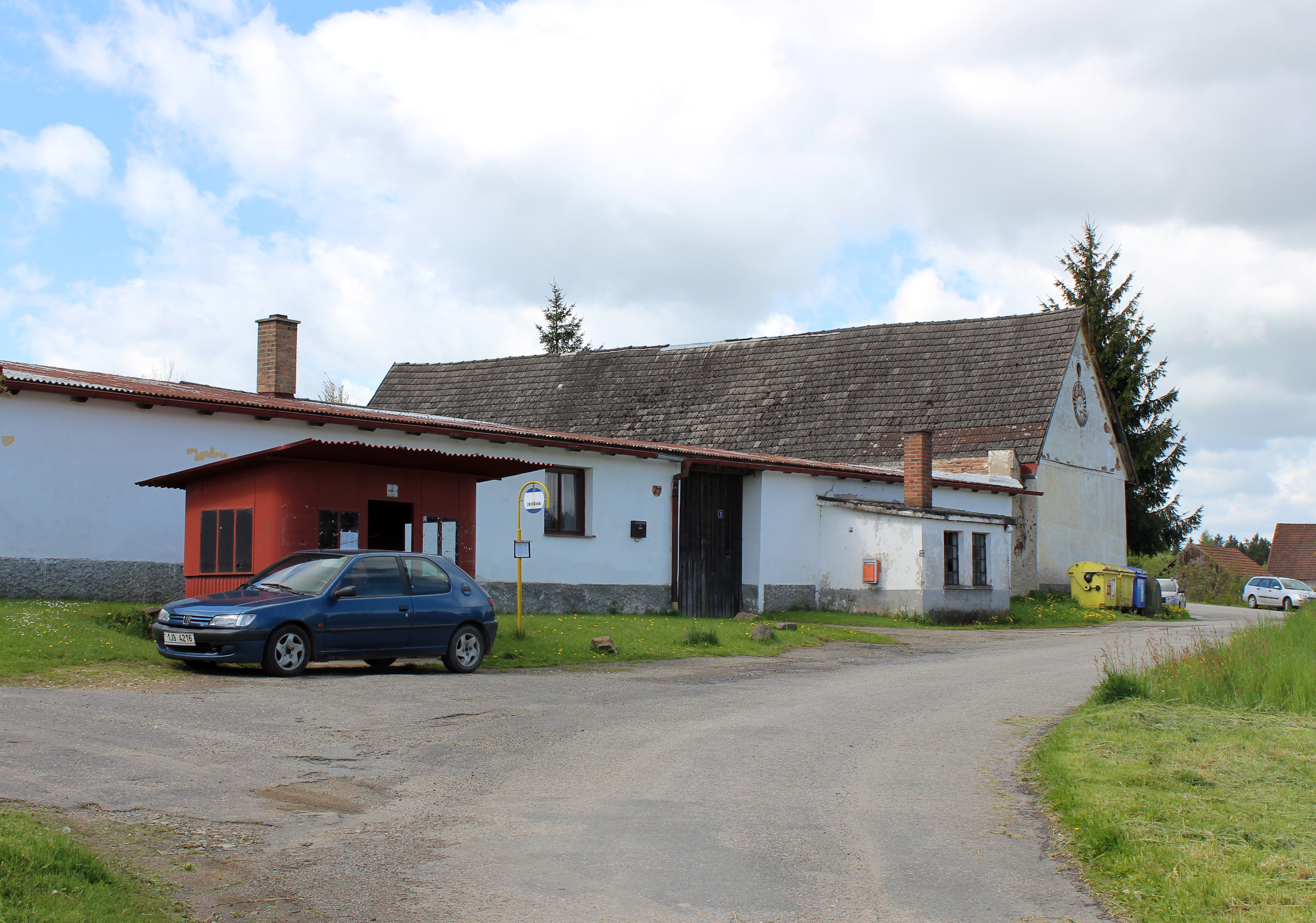
Statek se zastávkou
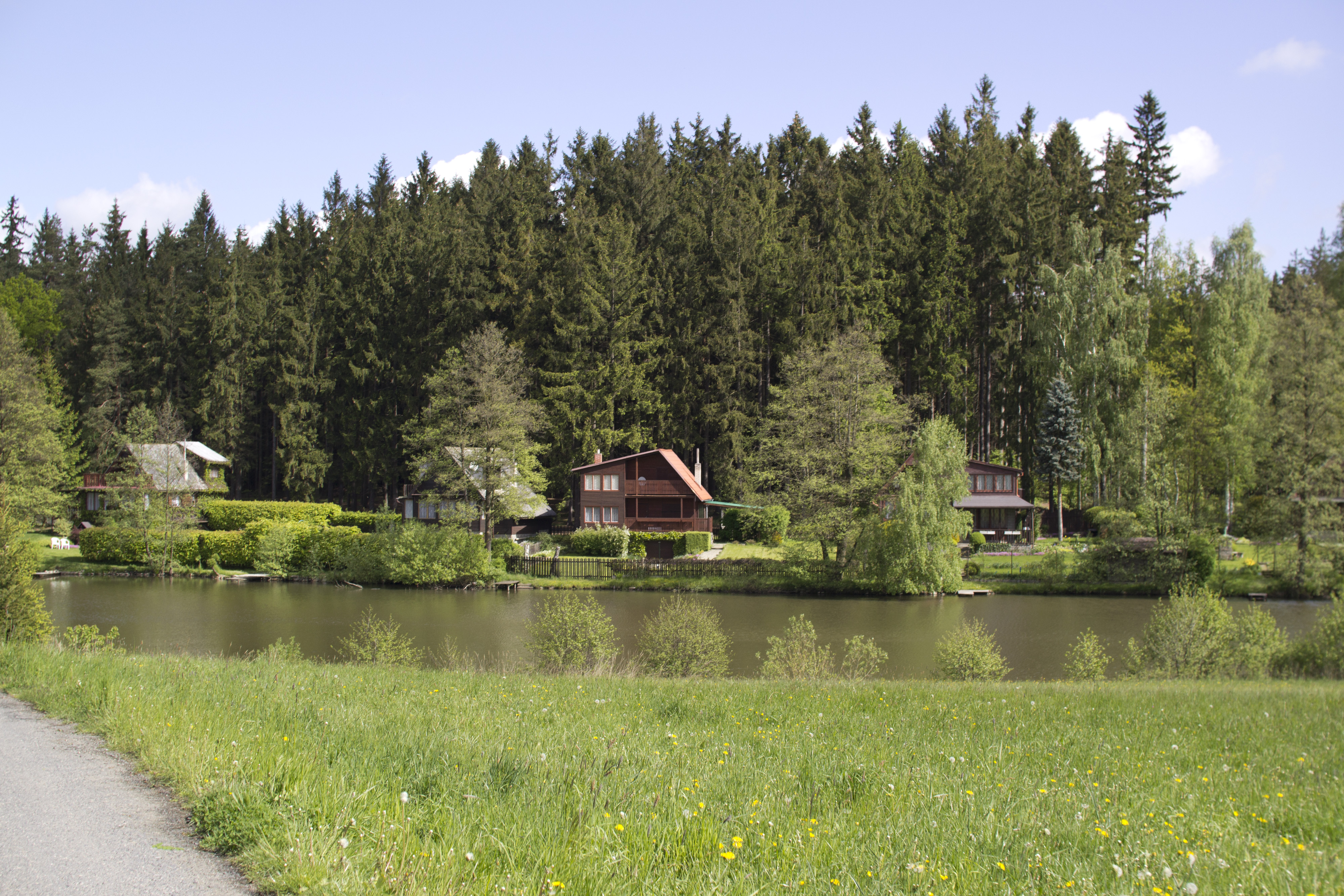
Rybník na východ od vsi
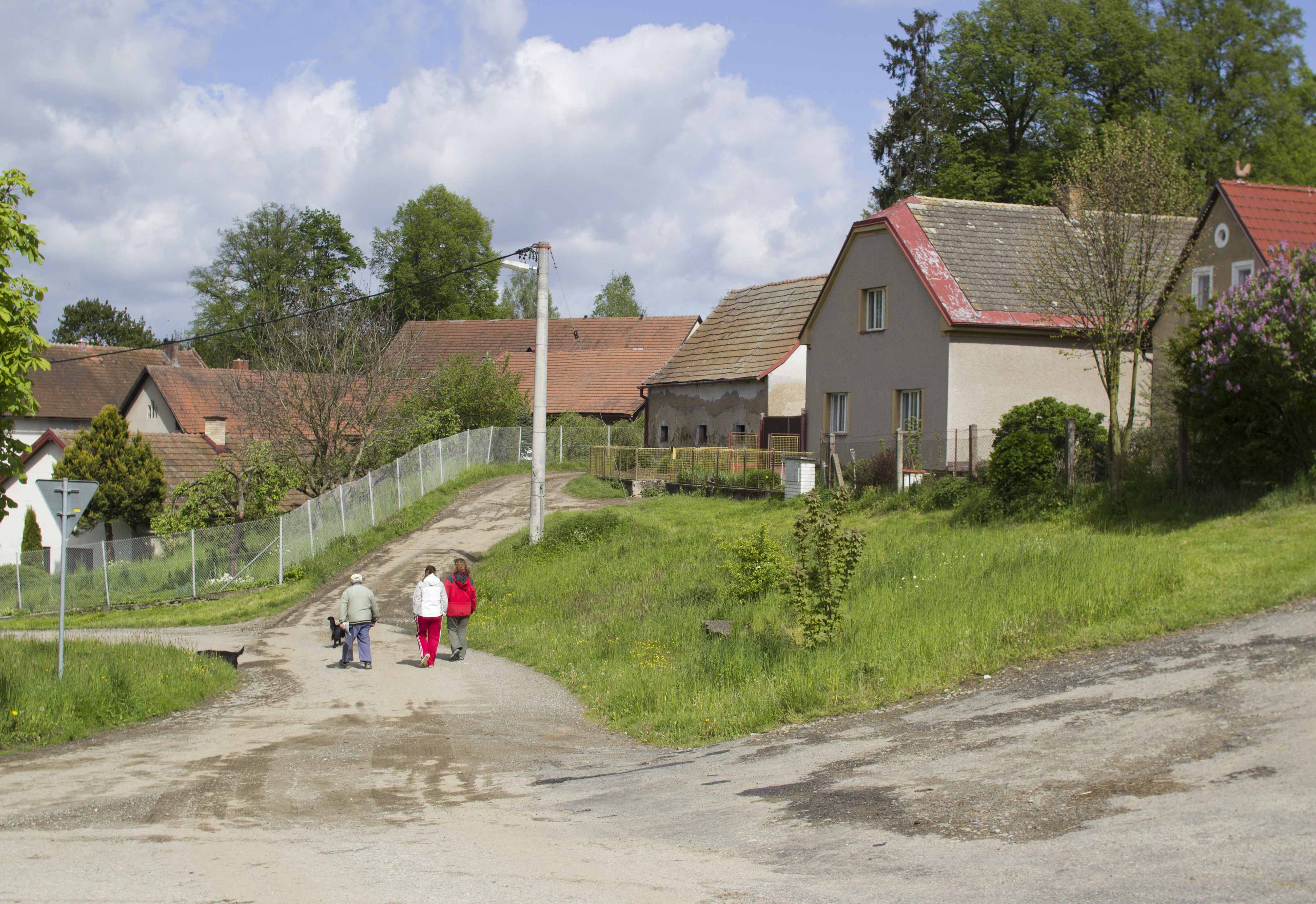
Náves
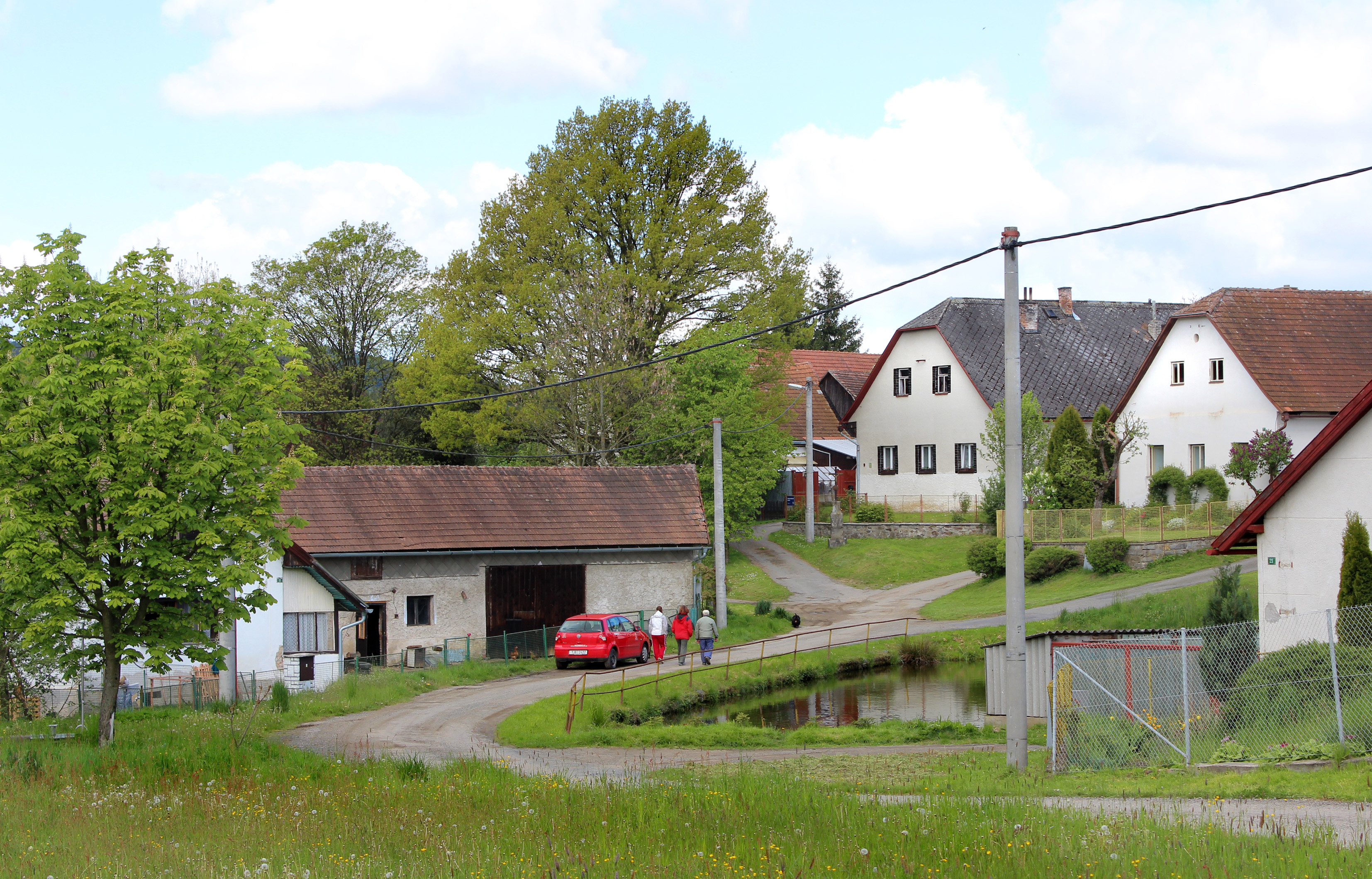
Náves s rybníkem